# Trybunał inkwizycji w Reggio Emilia
Trybunał inkwizycji w Reggio Emilia – sąd inkwizycyjny, działający w latach 1598–1780, mający swą siedzibą w Reggio Emilia w księstwie Este. Był kierowany przez dominikanów i należał do struktur inkwizycji rzymskiej.

## Historia
Niemal do końca XVI wieku Reggio Emilia nie było siedzibą samodzielnego trybunału inkwizycyjnego, lecz wikariatu podległego najpierw inkwizytorom Ferrary (do 1468), potem inkwizytorom Parmy (od 1468 do 1563) i ponownie inkwizytorom Ferrary jako generalnym inkwizytorom ziem podległych dynastii Este (od 1563 do 1598), tj. okręgów Ferrary, Modeny i Reggio Emilia. Odnotowano dwa istotne epizody z tego okresu. W 1509 inkwizytor Parmy Antonio Natta da Casale utworzył w Reggio Emilia Konfraternię Świętego Krzyża (crocesignati), czyli świeckie stowarzyszenie mające na celu materialne wspieranie działalności inkwizycyjnej, oraz wybudował nową siedzibę sądu inkwizycyjnego (domus inquisitionis) z dwoma więzieniami. Znacznie poważniejszy charakter miały procesy o czary w niewielkim księstwie Mirandola w latach 1522–1525, którym przewodniczył inkwizytor Girolamo Armellini da Faenza we współpracy z księciem Mirandoli Giovannim Francesco Pico. Siedemdziesiąt trzy osoby zostały oskarżone, z czego dziesięć spalono na stosie.
Po śmierci Alfonsa II Este w 1597 papież Klemens VIII dokonał aneksji Ferrary, stolicy księstwa Este, gdyż nie miało  ono prawowitych następców, a okręg Ferrary z prawnego punktu widzenia był lennem papiestwa. Nieślubny syn Alfonsa, Cezar d’Este, utrzymał władzę nad okręgami Modeny i Reggio Emilia, które należały do Świętego Cesarstwa Rzymskiego. Aneksja Ferrary spowodowała także zmiany w strukturach inkwizycji w domenie rodu Este. 14 marca 1598 rzymska Kongregacja Świętego Oficjum zarządziła, że dotychczasowe wikariaty trybunału w Ferrarze, tj. Modena i Reggio Emilia, zostały wyłączone spod jurysdykcji inkwizytora Ferrary i przekształcone w samodzielne trybunały inkwizycyjne. Pierwszym inkwizytorem Reggio Emilia został dominikanin Pietro Visconti da Taggia.
W latach 1695–1699 inkwizytorem Reggio Emilia był Angelo Guglielmo Molo (1647–1737), późniejszy wieloletni prokurator generalny zakonu dominikanów (1707–1737). Jednym z jego następców był Giovanni Agostino Ricci (1709–1710), historyk, autor historii inkwizycji w Reggio. W wewnętrznej hierarchii dominikańskich trybunałów inkwizycyjnych trybunał w Reggio zaliczany był jednak do najniższej, trzeciej klasy.
Trybunał inkwizycji w Reggio Emilia został zniesiony przez księcia Ercole III d’Este (panował 1780–1796). W czerwcu 1780 zmarł inkwizytor Carlo Giacinto Belleardi i już 24 czerwca 1780 książę wydał dekret o zredukowaniu inkwizycji w Reggio Emilia ponownie do rangi wikariatu, podporządkowanego trybunałowi w stolicy księstwa Modenie. Pięć lat później ten sam władca całkowicie zniósł inkwizycję w swym państwie.

## Organizacja
Siedziba trybunału mieściła się w miejscowym konwencie dominikańskim, który był przystosowany do potrzeb inkwizycji już od 1509 (m.in. miał dwa więzienia). Jego jurysdykcji podlegała diecezja Reggio Emilia oraz opactwo terytorialne S. Genesio w Brescello. Na prowincji reprezentowany był przez swoich przedstawicieli, tzw. wikariuszy rejonowych. Materialnego wsparcia udzielali mu członkowie utworzonej w 1509 świeckiej Konfraterni Świętego Krzyża (crocesignati).
Obszar podległy inkwizytorowi Reggio podzielony był na 46 wikariatów rejonowych: Bagnolo, Baisio, Bazzano, Borzano, Brescello, Bibiano, Busana, Castelnovo di Sotto, Castelnovo nei Monti, Castellarano, Castelvecchio, Canoli, Carpineti S. Pietro, Carpineti S. Vitale, Campegine, Cella, Ciano, Concordia sulla Secchia, Correggio, Cavriago, Culagna, Duchessa, Fabrico, Fellina, Fontanaluccia, Gualtieri, Leguigno, Ligonchio, S. Martino d’Este, Mirandola, Montecchio, Modolena, Montericco, Minozzo, Novellara, Novi, S. Polo, Rivalta, Rubiera, Ruolo, Sassuolo, Scandiano, Scurano, Toano, S. Valentino i Vetto.

## Archiwum
Archiwum trybunału w Reggio Emilia, w przeciwieństwie do archiwów wielu innych włoskich trybunałów, nie zostało zniszczone, lecz przeniesione do Modeny i połączone z archiwum tamtejszego trybunału. Obecnie archiwum to znajduje się w archiwum państwowym (Archivio di Stato) w Modenie. Niestety, o ile dokumentacja trybunału modeńskiego jest w zasadzie kompletna, o tyle dokumentacja z Reggio Emilia jest mocno wybrakowana. W modeńskim archiwum znajduje się dokumentacja procesowa trybunału z Reggio Emilia obejmująca jedynie końcowy okres jego działalności (1733–1776). Do tego można doliczyć jeszcze dziesięć tomów korespondencji z Kongregacją Świętego Oficjum z lat 1646–1780 i z wikariuszami inkwizycji z lat 1698–1785, katalog osób zadenuncjowanych i oskarżonych z lat 1509–1634, oraz cztery tomy pozostałej dokumentacji. Ponadto dodatkowa dokumentacja (dwa tomy akt procesowych z XVI–XVIII wieku, dwa tomy korespondencji z Kongregacją Świętego Oficjum z lat 1598–1622, jeden tom zawierający denuncjacje z lat 1625–1639 oraz trzy manuskrypty zawierające instrukcje proceduralne) znajduje się w archiwum diecezjalnym w Reggio Emilia.

## Liczba procesów
Akta procesowe z lat 1733–1776 dokumentują procesy 465 osób. Na podstawie korespondencji inkwizytorów Reggio Emilia z Kongregacją Świętego Oficjum skatalogowano dalsze 263 procesy z lat 1646–1733.

## Inkwizytorzy Reggio Emilia (1598–1780)
- Pietro Visconti da Taggia OP (1598–1601)[18]
- Angelo Bucio OP (1601–1604)[18]
- Dionigi Raimondi da Finale OP (1604–1607)[18]
- Michelangelo Lerri da Forlì OP (1607–1608)[18]
- Serafino Montini da Cagli OP (1608–1609)[18]
- Paolo Franci da Napoli OP (1609–1615)[18]
- Girolamo Maria Zambecari OP (1615–1618)[18]
- Michelangelo Lerri da Forlì OP [ponownie] (1618–1622)[18]
- Girolamo Cadulcini da Fossombrone OP (1622–1625)[18]
- Paolo Burnasco da Crema OP (1625)[18]
- Pietro Martire Ricciardi da Acquanegra OP (1625–1627)[18]
- Paolo Airoldi OP (1627–1629)[18]
- Paolo Egidio da Como OP (1629–1634)[18]
- Pietro Maria Dulcetti da San Severino OP (1634–1637)[18]
- Tommaso Bragagnati da Milano OP (1637–1640)[18]
- Vincenzo Maria Vanini da Montesanto OP (1640–1647)[18]
- Agostino Ferrari da Correggio OP (1647–1656)[18]
- Giovanni Battista Cassani da Lugo OP (1657–1677)[18]
- Aurelio da Ripalta OP (1677–1681)[18]
- Cipriano Minuti da Cremona OP (1682–1685)[18]
- Prospero Leoni da Parma OP (1685–1688)[18]
- Vincenzo Ubaldini da Fano OP (1689–1695)[18]
- Angelo Guglielmo Molo OP (1695–1699)[18]
- Cesare Agosti da Cortemaggiore OP (1699–1701)[18]
- Giovanni Crisostomo Ferrari da Sarzana OP (1701–1705)[18]
- Ermete Giacinto Visconti da Milano OP (1705–1708)[18]
- Giacinto Pio Tabaglio da Piacenza OP (1708–1709)[18]
- Giovanni Agostino Ricci da Savona OP (1709–1710)[18]
- Giacomo Zucchini da Faenza OP (1710–1711)[18]
- Giovanni Filippo Monti da Fermo OP (1711–1712)[18]
- Giuseppe Maria Galli da Como OP (1712–1718)[18][19]
- Gioacchino Maria Mazzani OP (1718–1720)[18]
- Antonino Pozzoli da Lodi OP (1720–1726)[18][20]
- Pietro Antonio Bagioni da Forlì OP (1726–1733)[18]
- Tommaso Giacinto Mugrasca da Como OP (1733–1736)[21]
- Prospero Felice Agnesi OP (1736–1737)[21]
- Giacinto Maria Longhi OP (1737)[21]
- Domenico Nicola Mora OP (1737–1739)[21]
- Pietro Martire Cappi da Parma OP (1739)[21]
- Giuseppe Felice Agnesi OP (1739–1743)[21]
- Pietro Martire Cangiassi da Modena OP (1743–1748)[21]
- Francesco Maria Ratti da Tortona OP (1748–1749)[21]
- Giovanni Domenico Volta da Como OP (1749–1759)[21]
- Carlo Tommaso De Angelis OP (1759)[21]
- Carlo Giacinto Angeli da Trento OP (1759–1762)[21]
- Pier Antonio Bossi OP (1762–1763)[21]
- Carlo Giacinto Belleardi OP (1763–1780)[18][21]